# Implanon

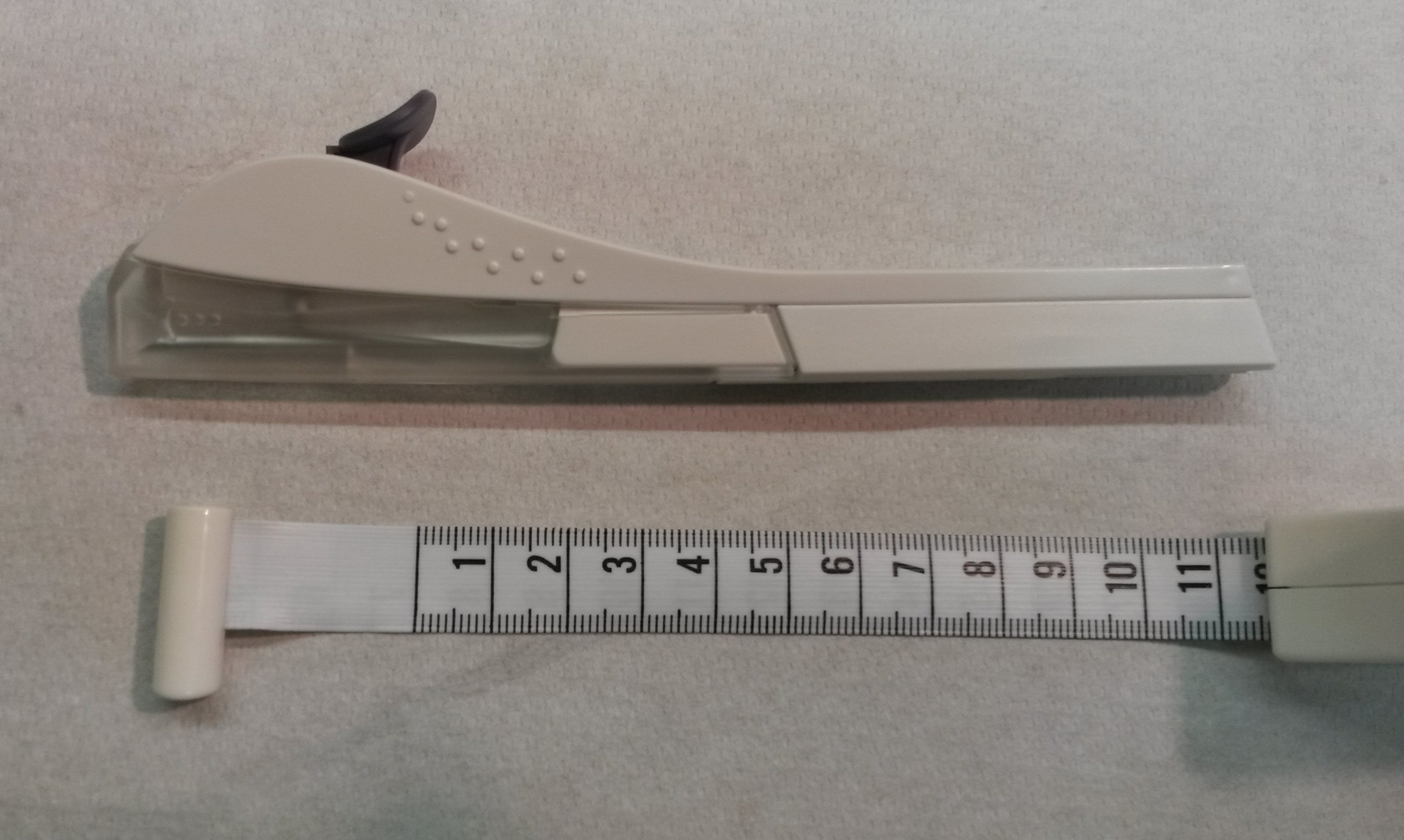
Implanon

Implanon, fabricado pela Organon International, é um contraceptivo que é inserido embaixo da pele do braço da mulher.
É um implante subdérmico que oferece até 3 anos de proteção. O implante é inserido debaixo da pele, na região do braço (procedimento realizado por profissional médico). Durante três anos, vai liberar diariamente na corrente sangüínea as doses necessárias de etonogestrel para inibir a ovulação, evitando assim a gravidez.
Implante impede a ovulação e quando ele não consegue impedir-la e ocorre a fecundação, forma-se o zigoto, implante impede a sua nidação através de alterações causadas à espessura do endométrio.